# Six Degrees of Separation
Six Degrees of Separation je česká metalová kapela, která vznikla v roce 1996.

## Historie
Skupinu založili v roce 1996 bývalí členové skupiny Abyss – Radek Zábojník, Martin Klinkera, Martin Novák, František Dominec a Miroslav Minařík. Největší hudební inspiraci pro svoji tvorbu tehdy skupina čerpala z doom metalu, později se projevily vlivy všech odnoží metalu.
V dubnu 1997 nahrála skupina svoji první demonahrávku Dark Ages a začala koncertovat (první koncert se uskutečnil v červnu 1997 na prvním ročníku festivalu Ludkovická Plečka).
V roce 2000 pak bylo nahráno druhé demo When Autumn Comes… Zde se poprvé objevila hostující zpěvačka Magdaléna Malaníková.
Začátkem roku 2002 nahrála skupina debutové album Moon 2002: Nocturnal Breed ve studiu Shaark (Bzenec). Moon 2002: Nocturnal Breed vyšlo 21. června 2002 u vydavatelství Élysion Music. Krátce po nahrání desky odchází František Dominec. Jeho post zaujal, v té době koncertní kytarista kapely, Vlastimil Urbanec.
V letech 2002 a 2003 odešli z kapely postupně Miroslav Minařík a Magdaléna Malaníková (oba bez náhrady) a zakládající člen Martin Novák.
Začátkem roku 2004 zaujal volný post bubeníka Jiří Gajdošík (dříve například Sacrosanctum). Ještě na podzim roku 2004 nahrála skupina ve studiích Šopa v Lipově a LŠU ve Veselí nad Moravou, pod dohledem producenta Stanislava Valáška, druhé album Triotus, Tricephalus And Tribadism, které vyšlo pod vydavatelstvím Élysion Music v roce 2005.
V roce 2007 realizovala skupina své třetí album, opět pod křídly vydavatelství Élysion Music. Album Chain-driven Sunset bylo nominováno na cenu „Břitva“, udělovanou nezávislými publicisty a na cenu „Anděl“, udělovanou Akademií populární hudby.
V září roku 2009 nahrála skupina ve studiu Šopa čtvrté album Of Us, které vyšlo pod vydavatelstvím Triotus Production v lednu 2010.
Kapela za dobu působení odehrála spoustu koncertů (například s Moonspell, Rotting Christ, Cavalera Conspiracy), zúčastnila se řady českých festivalů (například Brutal Assault, Masters of Rock , Metalmania, Basinfirefest, MetalGate Czech Death Fest) a turné (například s Tortharry, Abstract, InnerSphere, Cruadalach).
Tyto bohaté koncertní zkušenosti zaznamenala skupina v roce 2010 na svém debutovém DVD Ubl (vydavatelství Triotus Production), které získalo cenu „Břitva“  za nejlepší video roku 2011, udělovanou nezávislými publicisty.
V roce 2013 vyšlo u vydavatelství MetalGate páté album The Hike & Other Laments.
Kapela omezila koncertní činnost a v roce 2016 vydala šesté album Simple, opět pod vydavatelstvím MetalGate.

## Členové

### Současní
- Radek Zábojník – baskytara, zpěv (od roku 1996)
- Martin Klinkera – kytara (od roku 1996)
- Vlastimil Urbanec – kytara, zpěv (od roku 2000)
- Jiří Gajdošík – bicí (od roku 2003)

### Bývalí
- Martin Novák – bicí (1996–2003)
- František Dominec – kytara (1996–2002)
- Miroslav Minařík – klávesy (1996–2002)
- Magdalena Malaníková (2001–2003)

## Diskografie
- 1997: Dark Ages [demo]
- 2000: When Autumn Comes… [demo]
- 2002: Moon 2002: Nocturnal Breed
- 2005: Triotus, Tricephalus And Tribadism
- 2007: Chain-driven Sunset
- 2010: Of Us
- 2011: Ubl [DVD/CD]
- 2013: The Hike & Other Laments
- 2016: Simple
- 2020: Old Dogs
- 2024: Never After
- 2025: Nearly (dema Dark Ages & When Autumn Comes…)

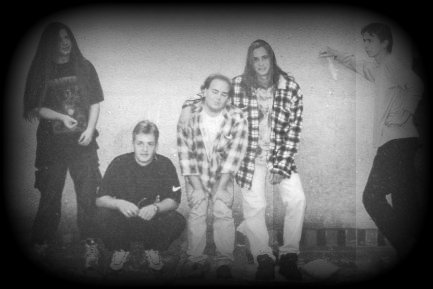
1997–2001
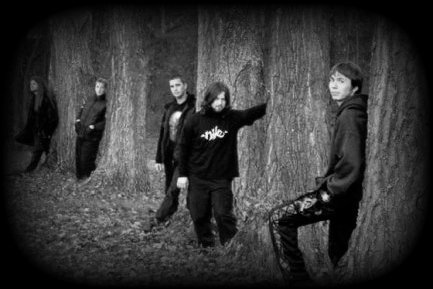
2001–2003
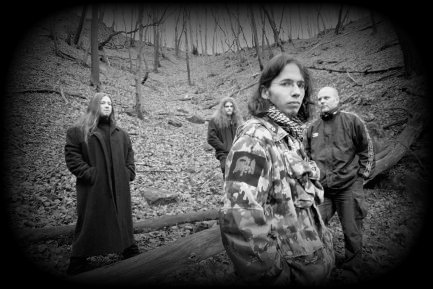
2003–2005
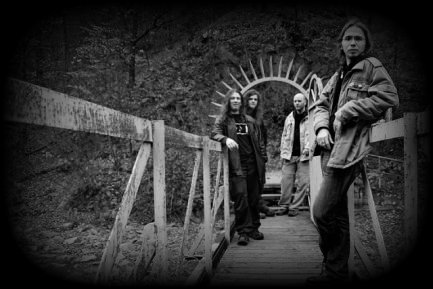
2005–2007
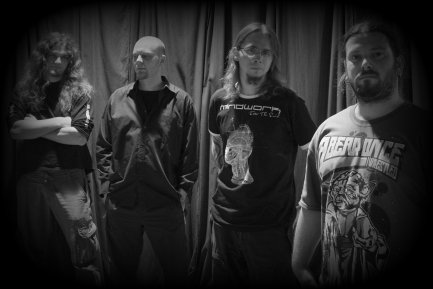
2008–2009
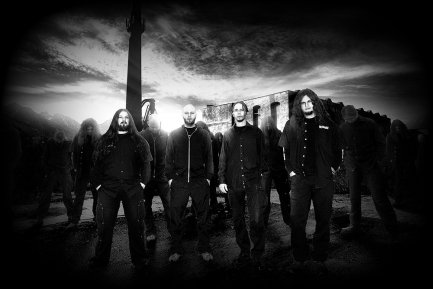
2010–2011
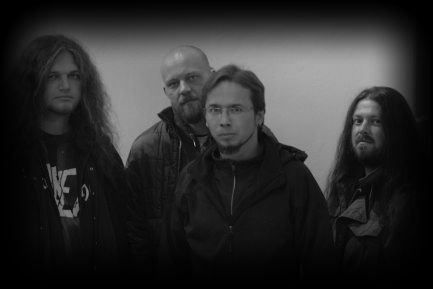
2012–2013